# 天府蜀绣艺术馆
天府蜀绣艺术馆是位于中华人民共和国四川省成都市郫都区安靖镇的一家艺术馆，成立于2009年6月1日。艺术馆占地3000平方米，耗资逾2000万元人民币，展示了自清代以来蜀绣发展历史、蜀绣作品、蜀绣文物、制作工艺、产品创新、人文内涵以及发展前景等。

## 历史
蜀绣又称川绣，以成都郫县安靖镇为发源地，历史上产于郫县以及周边地区，2006年5月列为第一批国家非物质文化遗产。但由于缺乏知识产权保护，蜀绣产业逐渐萎缩。2008年，四川省成都市郫县（现郫都区）安靖镇党委副书记周刚经过筹资人民幣1,000余万元后，建立了占地50余亩的蜀绣主题公园。园内包含了天府蜀绣艺术馆、蜀绣培训、蜀绣产业起步园区与蜀绣广场等，集研发、旅游与销售于一体。艺术馆于2009年6月1日，第二届中国成都非物质文化遗产节安靖分会场开幕式上正式开馆。联合国教科文组织官员、四川省、成都市领导等出席了开幕式。李宇春在开幕式上被授予“蜀绣文化传播大使”的称号，并演唱了自己的新曲《蜀绣》，随后进入天府蜀绣艺术馆参观，并在蜀绣大师袁伟正在制作的作品上落针刺绣。

## 馆舍
天府蜀绣艺术馆位于郫都区安靖镇府河畔，占地3000平方米，共两层。一层为展览区，二层有蜀绣师傅指导刺绣。此外，艺术馆配有占地2000平方米的“七彩绣坊”、“天府蜀绣生活馆”与“蜀绣研发设计中心”等设施。

## 展品
天府蜀绣艺术馆共有各种蜀绣作品1000余件，大部分绣品可以出售。此外还有大量未在公开场合展示过的绝版作品。馆藏作品有《金沙神韵》、《雪地虎》等。艺术馆内除展出蜀绣作品外，还展出苏绣、湘绣、粤绣作品，集中国“四大名绣”于一堂。